# بوهدان پورنبا
بوهدان پورنبا (لهستانی: Bohdan Poręba؛ ‏ ۵ آوریل ۱۹۳۴–۲۵ ژانویه ۲۰۱۴) فیلم‌نامه‌نویس، کارگردان فیلم، کارگردان نمایش، روزنامه‌نگار اعتقادی و سیاستمدار اهل لهستان بود.
از فیلم‌ها یا مجموعه‌های تلویزیونی که وی در آن‌ها نقش داشته‌است، می‌توان به یاروسواف دومبروفسکی، خوبال و لهستان بازسازی‌شده اشاره نمود.